# Nonan-5-one
La nonan-5-one ou dibutylcétone est un composé organique de la famille des cétones symétriques, de formule (CH3CH2CH2CH2)2CO. 

## Propriétés
La nonan-5-one se présente sous la forme d'un liquide incolore à jaunâtre, inodore. Elle est combustible (point d'éclair de 63 °C), mais faiblement inflammable (température d'auto-inflammation de 330 °C). Au-dessus de son point d'éclair, ses vapeurs peuvent former un mélange explosif avec l'air. Plus légère que l'eau (densité de 0,82), elle y est très peu soluble, comme la plupart des alcanes supérieurs. Elle est peu voire très peu volatile.

## Synthèse
La nonan-5-one peut être produite à partir de l'acide valérique (acide pentanoïque) par cétonisation. Lui-même peut être obtenu à partir de l'acide lévulinique, qui peut à son tour être obtenu à partir du fructose.
Elle peut aussi être obtenue par réaction du tri-n-butylborane avec le cyanure de sodium, et réaction ultérieure avec l'anhydride trifluoroacétique et le peroxyde d'hydrogène. Elle peut enfin aussi être obtenue à partir du but-1-ène.

## Utilisation
La nonan-5-one sert dans la synthèse d'autres composés, par exemple la 5-nonancétoxime. Elle peut également servir de solvant.
La nonan-5-one a été étudiée comme potentiel carburant pour moteur Diesel.

## Toxicologie

### Voie métabolique
On s'attendait à ce que la nonan-5-one soit métabolisée en γ-dicétone. Des études métaboliques in vivo ont confirmé une ω-oxydation de la nonan-5-one en nonane-2,5-dione et en hexan-2-one. Des étapes ultérieures oxydatives et décarboxylatives produisent également l'hexane-2,5-dione. En dehors de ces métabolites, 38 % de la nonan-5-one est convertie en dioxyde de carbone. Aucune nonan-5-one non-altérée n'est détectée dans les urines après administration.
De ces métabolites, l'hexane 2,5-dione est sans doute le composé le plus neurotoxique. De tous les métabolites susmentionnés, on pense que la toxicité vient de la transformation métabolique en cette γ-dicétone.

### Effets toxicologiques
Chez les rats, la neurotoxicité de la nonan-5-one est accrue par la butanone. Ceci suggère une induction des enzymes oxydantes microsomiales qui résulte en une plus grande production de métabolites toxiques. Il a été démontré que des expositions chroniques à ce composé produisent une neuropathie clinique, caractérisée par des gonflements axonaux géants remplis de neurofilaments. Elle a également entraîné une décoloration orange/brune des poils des rats.
Une autre étude a été réalisée sur des rats pour explorer l'augmentation de la toxicité de la nonan-5-one par la 5-méthyloctan-2-one. La combinaison de ces deux composés multiplie environ par six l'effet neurotoxique de la nonan-5-one. Un gonflement du foie a été observé lors de la seule exposition à la 5-méthyloctan-2-one, ce qui indique que l'activation métabolique des enzymes oxydatives hépatiques peut être la cause de l'augmentation de la toxicité en cas de co-administration.